# Can Serraparera
Can Serraparera és una masia del municipi de Cerdanyola del Vallès (Vallès Occidental) inclosa en l'Inventari del Patrimoni Arquitectònic de Catalunya.

## Descripció
Edifici de planta rectangular format per planta baixa i dos pisos, amb jardí. La coberta és de teula a dues vessants. La façana principal, a l'Avinguda Roma, té tres portes d'arc escarser a la planta baixa, set balcons rectangulars al primer pis i set finestres quadrades al segon. A la banda esquerra hi ha un cos annex amb una galeria d'arcs escarsers a la planta baixa i carpanells al primer pis.

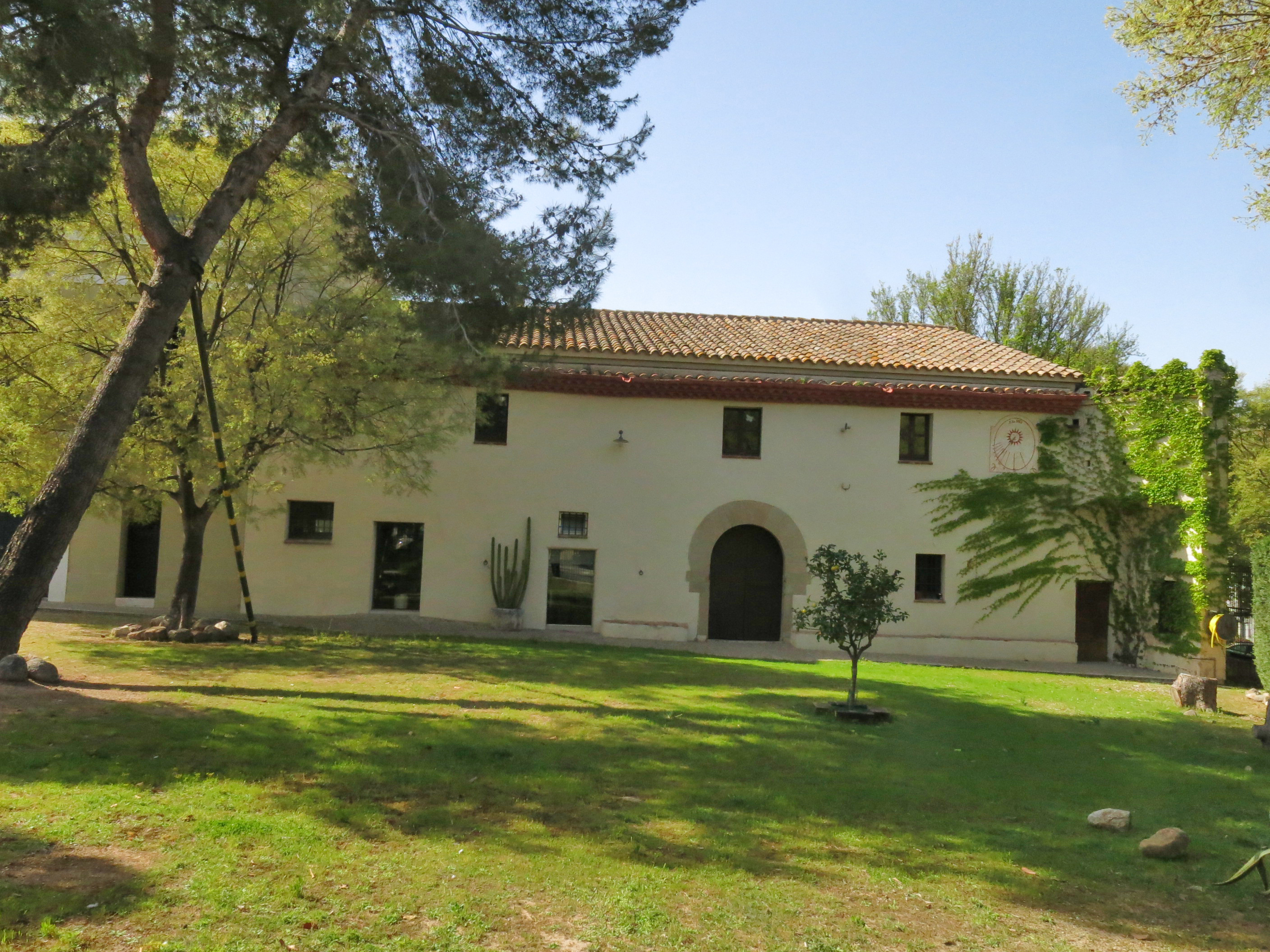
Masoveria de Can Serraparera

## Història
Hi ha diverses referències documentals sobre les famílies Parera, Serre i Serraparera des del segle xiv. L'any 1770 hi consta com a propietari Josep Deu i el 1844 passà a mans de Ramon Tort. L'antiga masia, amb porta d'arc de mig punt, va passar a ser masoveria el segle xix quan es va fer la construcció del nou edifici.
En l'actualitat, el conjunt, que ha experimentat importants modificacions, és dedicat a l'Escola Taller. (Datació per font)